# Karol van Oost
Karol (właściwie Charles) van Oost OSB (ur. 5 kwietnia 1899 w Brugii, zm. 22 lutego 1986) – belgijski benedyktyn, odnowiciel opactwa Benedyktynów w Tyńcu.

## Życiorys
Był synem Paula van Oosta i Caroline van Oost, z d. van der Hofstadt. Na chrzcie otrzymał imię Philippe. Od 1908 uczył się w Collège Saint-Louis w rodzinnym mieście. W 1917 wstąpił do benedyktyńskiego opactwa w Zevenkerken i przyjął imię Charles. Święcenia kapłańskie przyjął 26 sierpnia 1923. Początkowo pracował jako wychowawca i nauczyciel łaciny w szkole przyklasztornej. Jeszcze w latach 20. zainteresował się Polską i nauczył się języka polskiego. W latach 1928–1929 przebywał okresowo w opactwie w Lubiniu, następnie był kapelanem w klasztorze sióstr Sacré Coeur w Zbylitowskiej Górze (1930-1933) i klasztorze sióstr niepokalanek w Szymanowie(od 1933). W latach 1936–1939 był wychowawcą w Internacie Świętego Benedykta w Rabce.
Od początku lat 30. zabiegał o utworzenie w Polsce kolejnej fundacji benedyktyńskiej. Latem 1939 został przeorem benedyktyńskiej placówki w Tyńcu (zakonnicy powrócili tam po 123 latach przerwy, a zabudowania klasztorne były w większej części zrujnowane). Na tym stanowisku przeżył II wojnę światową. W 1943 został przez Stolicę Apostolską mianowany wizytatorem żeńskich klasztorów benedyktyńskich w Polsce, w 1946 administratorem przeoratu benedyktyńskiego w Lubiniu. Po zakończeniu wojny przystąpił do odbudowy opactwa tynieckiego. W 1951 na stanowisku przeora zastąpił go Piotr Rostworowski, a on sam został mianowany mistrzem nowicjatu. W grudniu 1951 powrócił do Belgii i zamieszkał w macierzystym opactwie św. Andrzeja w Zevenkerken. W latach 1959–1969 pracował jako misjonarz w Katandze i Demokratycznej Republice Konga,, następnie ponownie zamieszkał w Belgii. 